# Speleomantes supramontis
Speleomantes supramontis é um anfíbio caudado da família Plethodontidae, endémica da Sardenha. 
O habitat da espécie compreende rochas húmidas, cavernas de calcário, ranhuras e áreas florestadas com bom crescimento de musgo na proximidade de riachos. 
Os seus ovos são depositados em terra e tem desenvolvimento direto.
Está ameaçada por perda de habitat local e capturas ilegais.